# Chamaespartium undulatum
Chamaespartium undulatum là một loài thực vật có hoa trong họ Đậu. Loài này được (Ern) Talavera & L. Sáez mô tả khoa học đầu tiên năm 1999.